# Angelica and Susie's Pre-School Daze
Rugrats Daze Pre-School ou Angelica and Susie's Pre-School Daze (no Brasil: Rugrats na Pré-Escola) é o segundo spin-off para a série de TV Nickelodeon Rugrats; mostrando a Angélica (prima do Tommy e do Dil) e a Susie (vizinha deles) na pré-escola. Foi ao ar originalmente no Reino Unido em 25 de julho de 2005, e alguns episódios foram lançados em DVD nos Estados Unidos. O show foi ao ar na Nickelodeon nos Estados Unidos a partir de 16 de novembro de 2008 a 7 de dezembro de 2008 às 06:00. Com apenas quatro episódios produzidos e exibidos, é o mais curto de todos os Nicktoons já produzidos.

## Produção
Em 2001, o show foi encomendado, juntamente com All Grown Up!, com 13 episódios e estava previsto para estrear no final de 2002. Também foi anunciado que o novo spin-off deveria apresentar novos designs para os personagens.
A próxima palavra oficial desta série foi em um comunicado de imprensa para All Grown Up! em setembro de 2002, que foi anunciado que agora era uma série de 4 episódios, e também se sabia que havia complicações envolvendo os projetos de animação planejados para os personagens. Com o sucesso de All Grown Up! (que na verdade deveria começar depois desta série), o spin-off foi esquecido até maio de 2005, quando a KC anunciou que havia completado todos os 4 episódios, e estava planejando lança-los nos DVDs de Rugrats: Contos de Ninar.

## Personagens
Savannah foi criada originalmente para All Grown Up!, porém nessa série ela foi inserida no passado de Angelica e Susie.
- Angelica Pickles (Marli Bortoletto)
- Susie Carmichael (Raquel Marinho)
- Harold Frumpkin (Sérgio Rufino)
- Savannah Shane (Fernanda Bullara)

## Episódios
| # | Episódio                                                      | Data de exibição                                                        |
| --- | ------------------------------------------------------------- | ----------------------------------------------------------------------- |
| 0 | "Pre-School Daze"                                             | Estados Unidos: 31 de maio de 2002 Reino Unido: 24 de julho de 2007     |
| No episódio piloto da série, Os Rugrats assistem a uma fita onde Angelica, Susie & Harold ir à pré-escola. Nota: Este é um episódio de Os Anjinhos. |                                                               |                                                                         |
| 1 | "Boa Notícia, Má Notícia (BR)" "Good News, Bad News"          | Estados Unidos: 16 de novembro de 2008 Reino Unido: 25 de julho de 2005 |
| Angelica diz à classe que pretende ser âncora. Para fazer isto ficar excitante, Sra. Weemer diz a classe que eles vão fazer um show de notícias, e vê-lo às 2:00. Angélica quer fazer uma boa notícia, mas Susie rejeita essas ideias, e quer mostrar a notícia direito. Para fazer uma história enorme, Angelica pressiona um de seus colegas para subir em uma árvore, mas as coisas saem pela culatra quando Angelica fica assustada porque ela está na árvore também. |                                                               |                                                                         |
| 2 | "Quadro Imperfeito (BR)" "Picture Imperfect"                  | Estados Unidos: 23 de novembro de 2008 Reino Unido: 26 de julho de 2005 |
| A classe se prepara para tirar as primeiras fotos escolares, mas Harold se preocupa porque ele nunca tirou uma boa foto na vida. Para acalmar seus temores, Susie convence Angelica a ficar ao lado dele, mas quando Savannah afirma que vai arruinar a sua reputação para o resto da sua carreira escolar, ela tem dúvidas sobre seu contrato com Harold. |                                                               |                                                                         |
| 3 | "Um é Pouco, Dois é Bom, Três é Árvore (BR)" "Tree's A Crowd" | Estados Unidos: 30 de novembro de 2008 Reino Unido: 27 de julho de 2005 |
| A classe faz um exame em aventuras divertidas George Washington com a árvore de cereja e cruzando o rio Delaware. Mas, Angelica fica com ciúmes quando ela é a árvore e seu namorado, Mateus, é George Washington, com Savannah desempenhando o papel de Martha Washington. |                                                               |                                                                         |
| 4 | "Medo Que Descubram (BR)" "Finder's Kreepers"                 | Estados Unidos: 7 de dezembro de 2008 Reino Unido: 28 de julho de 2005  |
| Angélica diz que ela tem as chaves da sala de aula, e rouba as chaves do professor para fingir que são dela, mas depois perde-as. Então, Angélica, Susie e Harold devem levar as chaves do jardineiro arrepiante para a professora antes que ela perceba que elas sumiram. |                                                               |                                                                         |